# Naisten I-divisioona 2022
La Naisten I-divisioona 2022 è la 14ª edizione del campionato di football americano di secondo livello femminile, organizzato dalla SAJL.

## Squadre partecipanti
| Club                     | Città     | Stadio | Sponsor ufficiale | Risultato nella stagione 2021 |
| ------------------------ | --------- | ------ | ----------------- | ----------------------------- |
| Jyväskylä Jaguars        | Jyväskylä |        |                   |                               |
| Helsinki Roosters        | Helsinki  |        |                   |                               |
| Helsinki Wolverines Blue | Helsinki  |        |                   |                               |
| Kotka Eagles             | Kotka     |        |                   |                               |
| Oulu Northern Lights     | Oulu      |        |                   |                               |
| Wasa Royals              | Vaasa     |        |                   |                               |

## Stagione regolare

### Calendario

#### 1ª giornata
| Vaasa 21 maggio 2022, ore 12:00 | Wasa Royals | 7 – 6 | Helsinki Wolverines Blue | Botniahallin ulkokenttä |

| Helsinki 21 maggio 2022, ore 18:00 | Helsinki Roosters | 2 – 31 | Jyväskylä Jaguars | Velodromo di Helsinki |

| Oulu 22 maggio 2022, ore 12:30 | Oulu Northern Lights | 28 – 0 | Kotka Eagles | Castrenin urheilukeskus |

#### 2ª giornata
| Helsinki 26 maggio 2022, ore 14:30 | Helsinki Wolverines Blue | 44 – 12 | Helsinki Roosters | Velodromo di Helsinki |

| Kotka 28 maggio 2022, ore 15:00 | Kotka Eagles | 22 – 20 | Wasa Royals | Karhulan keskuskenttä |

#### 3ª giornata
| Helsinki 11 giugno 2022, ore 15:00 | Helsinki Roosters | 0 – 58 | Oulu Northern Lights | Velodromo di Helsinki |

| Jyväskylä 12 giugno 2022, ore 16:00 | Jyväskylä Jaguars | 13 – 18 | Kotka Eagles | Viitaniemen liikuntapuisto |

#### 4ª giornata
| Helsinki 17 giugno 2022, ore 18:30 | Helsinki Wolverines Blue | 18 – 6 | Kotka Eagles | Velodromo di Helsinki |

| Vaasa 18 giugno 2022, ore 15:00 | Wasa Royals | 0 – 60 | Oulu Northern Lights | Kaarlen kenttä |

#### 5ª giornata
| Helsinki 2 luglio 2022, ore 14:00 | Helsinki Roosters | 12 – 14 | Wasa Royals | Velodromo di Helsinki |

| Jyväskylä 3 luglio 2022, ore 14:00 | Jyväskylä Jaguars | 31 – 14 | Helsinki Wolverines Blue | Säynätsalon Tekonurmi |

#### 6ª giornata
| Oulu 9 luglio 2022, ore 12:30 | Oulu Northern Lights | 48 – 0 | Helsinki Wolverines Blue | Castrenin urheilukeskus |

| Vaasa 9 luglio 2022, ore 15:00 | Wasa Royals | 15 – 0 | Jyväskylä Jaguars | Kaarlen kenttä |

#### 7ª giornata
| Kotka 15 luglio 2022, ore 19:30 | Kotka Eagles | 40 – 6 | Helsinki Roosters | Karhulan keskuskenttä |

| Oulu 16 luglio 2022, ore 18:30 | Oulu Northern Lights | 55 – 6 | Jyväskylä Jaguars | Castrenin urheilukeskus |

### Classifica
La classifica della regular season è la seguente:
- PCT = percentuale di vittorie, G = partite giocate, V = partite vinte,  P = partite perse, PF = punti fatti, PS = punti subiti

| Pos. | Squadra                  | PCT   | G | V | N | P | PF  | PS  |
| ---- | ------------------------ | ----- | - | - | - | - | --- | --- |
| 1    | Oulu Northern Lights     | 1.000 | 5 | 5 | 0 | 0 | 249 | 6   |
| 2    | Kotka Eagles             | .600  | 5 | 3 | 0 | 2 | 86  | 85  |
| 3    | Wasa Royals              | .600  | 5 | 3 | 0 | 2 | 56  | 100 |
| 4    | Jyväskylä Jaguars        | .400  | 5 | 2 | 0 | 3 | 81  | 104 |
| 5    | Helsinki Wolverines Blue | .400  | 5 | 2 | 0 | 3 | 82  | 104 |
| 6    | Helsinki Roosters        | .000  | 5 | 0 | 0 | 5 | 32  | 187 |

## Playoff

### Tabellone
|  | Semifinali | Semifinali           | Semifinali |              |   | Finale               | Finale | Finale |  |
|  |            |                      |            |              |   |                      |        |        |  |
|  | 1          | Oulu Northern Lights | 24         |              |   |                      |        |        |  |
|  | 1          | Oulu Northern Lights | 24         |              |   |                      |        |        |  |
|  | 4          | Jyväskylä Jaguars    | 0          |              |   |                      |        |        |  |
|  | 4          | Jyväskylä Jaguars    | 0          |              | 1 | Oulu Northern Lights | 34     |        |  |
|  |            |                      |            |              | 1 | Oulu Northern Lights | 34     |        |  |
|  |            |                      | 2          | Kotka Eagles | 6 |                      |        |        |  |
|  | 2          | Kotka Eagles         | 2          | Kotka Eagles | 6 | 28                   |        |        |  |
|  | 2          | Kotka Eagles         |            |              |   |                      |        |        |  |
|  | 3          | Wasa Royals          | 6          |              |   |                      |        |        |  |

### Semifinali
| Oulu 20 agosto 2022, ore 12:30 | Oulu Northern Lights | 24 – 0 | Jyväskylä Jaguars | Castrenin urheilukeskus |

| Kotka 20 agosto 2022, ore 15:00 | Kotka Eagles | 28 – 6 | Wasa Royals | Karhulan keskuskenttä |

### XIV Finale Naisten I-divisioona
| Oulu 27 agosto 2022, ore 18:30 | Oulu Northern Lights | 34 – 6 | Kotka Eagles | Castrenin urheilukeskus |

## Verdetti
- Oulu Northern Lights Vincitrici della Naisten I-divisioona 2022